# Semiothisa intensata
Semiothisa intensata är en fjärilsart som beskrevs av W. Warren 1904. Semiothisa intensata ingår i släktet Semiothisa och familjen mätare. Inga underarter finns listade i Catalogue of Life.